# Pouru-Saint-Remy
Pouru-Saint-Remy är en kommun i departementet Ardennes i regionen Grand Est (tidigare regionen Champagne-Ardenne) i nordöstra Frankrike. Kommunen ligger  i kantonen Sedan-Est som ligger i arrondissementet Sedan. År 2022 hade Pouru-Saint-Remy 1 129 invånare.

## Befolkningsutveckling
Antalet invånare i kommunen Pouru-Saint-Remy
Referens: INSEE